# زلته
زلته، روستایی از توابع بخش نوسود شهرستان پاوه در استان کرمانشاه ایران است.

## جمعیت
این روستا در دهستان سیروان قرار دارد و براساس سرشماری مرکز آمار ایران در سال ۱۳۸۵، جمعیت آن زیر سه خانوار بوده‌است.